# Afrogecko porphyreus
Afrogecko porphyreus är en ödleart som beskrevs av Daudin 1802. Afrogecko porphyreus ingår i släktet Afrogecko och familjen geckoödlor.
Arten förekommer i västra Sydafrika, i Namibia och på tillhörande öar. Honor lägger ägg.

## Underarter
Arten delas in i följande underarter:
- A. p. cronwrigthi
- A. p. namaquensis

## Bildgalleri

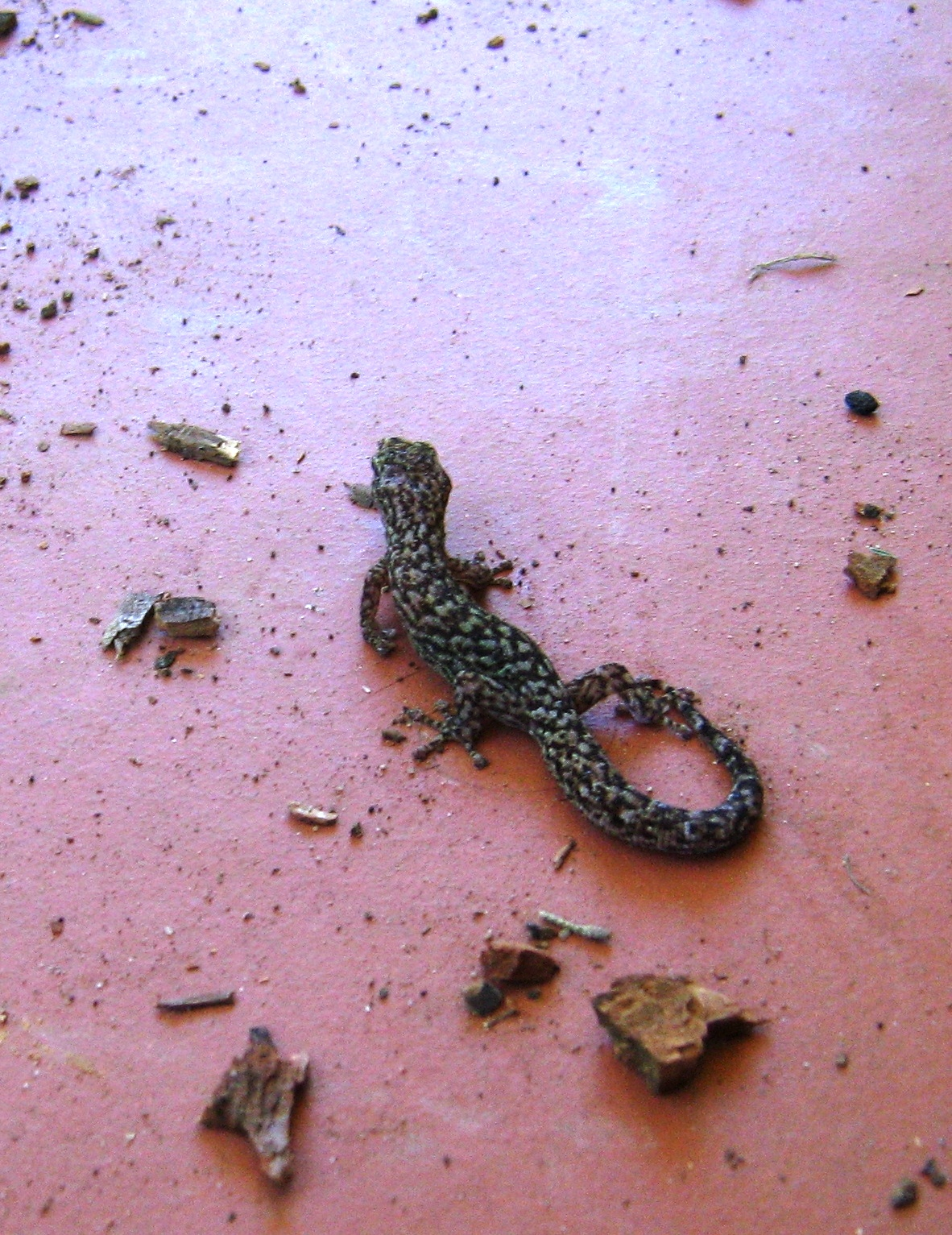
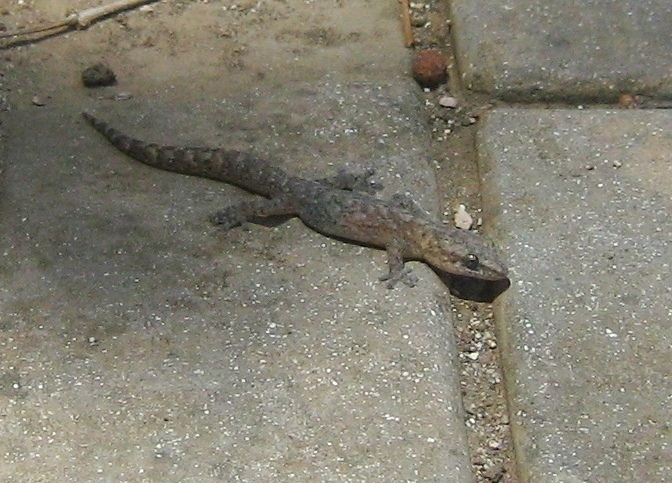